# Pinus cubensis
Pinus cubensis, el pino cubano es una especie arbórea perteneciente a la familia de las pináceas, género Pinus, endémica de las tierras altas del este de la isla de Cuba. Habita las sierras de Nipe-Cristal y el macizo de Moa-Toa.

## Descripción
El pino cubano crece como un árbol de hoja perenne, alcanzando un tamaño de 25 a 30 metros de altura. La corteza de las ramas jóvenes es primero azulada y poco peluda, más tarde es gris-marrón y se desprende en caspa fina y escamosa. Los brotes son cilíndricos,  marrones oscuros y resinosos. Las acículas son gruesas, de color verde, y rígidas, con un tamaño de 10 a 14 cm de largo. Los conos de color marrón rojizo miden 4-5 cm de largo, y son ovales cónicos, estrechándose hacia la parte delantera. La parte de las escamas de las piñas, orientado hacia el exterior es plana, con muescas en el medio. Las semillas son de 2 a 3 cm con las alas, sin alas 0,5 a 0,6 cm de largo.

## Historia
El estrechamente relacionado "pino español" (Pinus occidentalis), nativo de la vecina isla de La Española, es tratada como sinónimo por algunos botánicos.  La mayoría de los estudios sistemáticos modernos reconocen a P. cubensis como una especie válida. Sin embargo, existe polémica acerca de si las poblaciones de la Sierra Maestra son parte de la especie P. cubensis (como las considera Aljos Farjon) o si deben ser consideradas como una especie separada, llamada P. maestrensis por los taxónomos cubanos.

## Taxonomía
Pinus cubensis fue descrita por August Heinrich Rudolf Grisebach  y publicado en Plantae Wrightianae 2: 530. 1862.
Etimología
Pinus: nombre genérico dado en latín al pino.
cubensis: epíteto geográfico que alude a su localización en Cuba.
Sinonimia
- Pinus maestraensis Bisse
- Pinus montezumae var. cubensis Nutt.
- Pinus occidentalis var. cubensis (Griseb.) Silba
- Pinus occidentalis var. maestraensis (Bisse) Silba
- Pinus wrightii Engelm.[6][7][8]